# David Granger (piloto de bobsleigh)
David Granger (Nueva York, 26 de junio de 1903-Nueva York, 27 de septiembre de 2002) fue un deportista estadounidense que compitió en bobsleigh. Participó en los Juegos Olímpicos de Sankt Moritz 1928, obteniendo una medalla de plata en la prueba quíntuple.

## Palmarés internacional
| Juegos Olímpicos | Juegos Olímpicos     | Juegos Olímpicos | Juegos Olímpicos |
| Año              | Lugar                | Medalla          | Prueba           |
| ---------------- | -------------------- | ---------------- | ---------------- |
| 1928             | Sankt Moritz (Suiza) | Medalla de plata | Quíntuple        |